# Pheidole parasitica
Pheidole parasitica är en myrart som beskrevs av Wilson 1984. Pheidole parasitica ingår i släktet Pheidole och familjen myror. IUCN kategoriserar arten globalt som sårbar. Inga underarter finns listade i Catalogue of Life.